# Baguala
La baguala est un genre musical folklorique chanté, non chorégraphique, du nord-ouest de l'Argentine, typique de la province de Salta et d'origine pré-hispanique.

## Histoire
La baguala tire ses origines de la culture pré-hispanique des vallées Calchaquíes dans la province de Salta, autrefois l'extrémité sud de l'empire inca. Le mot vient de Bagual, qui désigne les chevaux sauvages du sud du pays.
Dans la période contemporaine, la baguala est très présente dans la chanson argentine sous ses différents noms. Remise au goût du jour, accompagnée de guitare, étoffée et délaissant parfois l'échelle tritonique pure, on la retrouve déclinée dans différents styles. 
Certains artistes, comme Marcos Arjona El Bagualero de Cafayate, réduisent le rôle de la guitare et de la caja à une simple intervention ponctuant le chant, la guitare n'intervenant que momentanément, pour l'accord principal, puis un ou deux accords de passage; la baguala devient alors plus proche d'un poème déclamé que d'une chanson. Certaines baguala, du fait de la nature de ce chant peuvent se révéler très fort émotionnellement. Elles peuvent aussi être exécutées pour des cérémonies à la Pachamama, retrouvant ainsi une fonction originelle.

## Caractéristiques
La baguala traditionnelle est chantée par un chanteur seul, le bagualero. Elle est accompagnée d'une caja (tambour andin plat) généralement jouée par le bagualero lui-même, avec une ou deux mailloches, et parfois d'un erke (sorte de cor). La mélodie se structure autour de trois notes : la fondamentale, la tierce majeure, et la quinte juste (échelle tritonique) et comporte de fréquents sauts entre notes aiguës en voix de tête et notes graves en voix de poitrine (caractéristique qu'on retrouve aussi dans le yodel). Ceci fait que le genre est facilement reconnaissable après l'écoute d'un ou deux morceaux.
Cette échelle tritonique est liée aux harmoniques d'instruments à vent (l'erke notamment) et à l'utilisation de l'écho des montagnes pour en jouer. La baguala traditionnelle s'apparente aux chants des Indiens des plaines d'Amérique du nord.
Le rythme est généralement ternaire et le tempo peut être plus ou moins rapide, donnant différents types de baguala : baguala corta, baguala arga, baguala chaqueña. L'art de la baguala réside dans l'ornementation, ou kenko, faisant intervenir des glissés, liaisons, appoggiatures. Les paroles composées d'octosyllabes parfois improvisés sont tristes et mélancoliques, ce qui fait parfois parler de la Baguala comme d'un blues argentin.
La baguala est parfois appelée copla, joy-joy et même vidalata ou tonada, voire simplement canto.

## Exemples notables
- Baguala del minero d'Atahualpa Yupanqui (1951) ;
- Les nombreuses baguala de Jorge Cafrune ;
- Le Kyrie de la Misa Criolla d'Ariel Ramirez (1964), sous-titré Kyrie Vidala y Baguala mélange le style de la Baguala et celui de la Vidala ;
- Baguala India d'Illapu (1975) ;
- Baguala del desengaño de Jacinto Piedra (1984) ;
- Baguala de Juan Poquito de María Elena Walsh ;
- Baguala del viento de Mónica Abraham ;
- Antiguo dueño de las flechas (Indio Toba), d'Ariel Ramirez sur des paroles de Felix Cesar Luna, interprété entre autres par Mercedes Sosa, Jairo ou Tonelec[5], s'inspire fortement de la baguala.